# Celina da Piedade
Celina da Piedade (Lisboa, 1978) é acordeonista, cantora, e compositora portuguesa. Participou a solo no Festival RTP da Canção em 2017 que já vencera em 2011 com o grupo Homens da Luta. É conhecida pelo seu trabalho de investigação e divulgação do património cultural alentejano.

## Biografia
Celina da Piedade, nasceu em Lisboa em 1978 e cresceu em Setúbal, filha de mãe alentejana (Baleizão) e pai algarvio (Estói). 
Começou a estudar música aos 5 anos e aos 6 actuou pela primeira em público em Castro Verde.  Estudou no Conservatório de Setúbal, onde também deu aulas de acordeão. 
Aos 18 anos foi estudar na  Universidade de Évora onde fez a licenciatura em História, vertente Património Cultural. Actualmente é investigadora no Instituto de Etnomusicologia - Centro de Estudos em Música e Dança, no projecto Ecomusic, da Faculdade de Ciências Sociais e Humanas da Universidade Nova de Lisboa.
Em Évora conhece o biólogo e músico Paulo Pereira, que lhe dá a conhecer a associação PedeXumbo, com a qual colabora desde então.  
No ano de 2000 integra o Cinema Ensemble de Rodrigo Leão a convite deste, que conheceu através do Paulo Marinho gaiteiro dos Sétima Legião, onde canta e toca acordeão e metalofone. 
Foi membro fundador do grupo Uxu Kalhus, tocando com a banda entre 2000 e 2010 e gravando dois discos de originais. Integrou o grupo humorístico e musical Homens da Luta com os quais participou pela primeira vez no Festival RTP da Canção de 2011 e ganhou com o tema A Luta É Alegria. 
Colaborou com nomes como Mayra Andrade (com quem tocou e para quem compôs "Mon Carroussel"), Né Ladeiras, Ludovico Einaudi, Kepa Junkera, Amor Electro, Gaiteiros de Lisboa, Úxia, António Chainho, Samuel Úria, Viviane, Gaiteiros de Lisboa, entre muitos outros. 
Participou como artista e compositora em mais de 50 edições discográficas, para além de bandas sonoras para cinema, teatro e dança.
Integra o grupo Tais Quais em conjunto com Vitorino, Tim, Sebastião Santos, Serafim, Vicente Palma, Paulo Ribeiro e João Gil, com os quais já editou dois discos de originais e um cd/dvd ao vivo. 
Em 2017 participou no Festival RTP da Canção onde foi finalista com o tema Primavera. 
É co-autora do livro Cadernos de dança do Alentejo - Vol 1, editado pela Associação PedeXumbo. 

## Prémios e Reconhecimento
A Câmara Municipal de Setúbal, agraciou-a com a Medalha de Honra da Cidade de Setúbal. 
Ganhou em 2023, o prémio Best Live Performance nos Iberian Festival Awards. 
A sua canção Assim me explico, é uma das 150 canções, que constam na antologia, As Palavras das Canções, organizada por João Calixto, editada com o apoio da Sociedade Portuguesa de Autores. 

## Discografia
- Em Casa (2012) [14][15]
- O Cante das Ervas (2014) [14]
- Sol (2016) [2][15]
- Ao vivo na Casinha (2021) [16]

Compilações
- 2007 - Adriano Aqui E Agora com o tema Tu E Eu Meu Amor (disco tributo a Adriano Correia) [17][18]
- 2017 - Festival RTP Da Canção 2017 com o tema Primavera [19]
- 2017 - João Gil Por Timor [20]

## Ligações Externas
- Site Oficial - Celina da Piedade

- Youtube oficial - Celina da Piedade

- Cinema Ensemble de Rodrigo Leão - Celina Da Piedade canta Pásion

- Caderno de Danças do Alentejo - Vol 1